# Annibale Lucatelli
Annibale Lucatelli (Roma, 5 novembre 1827 – Roma, 27 giugno 1909) è stato un patriota italiano.

## Biografia
Volontario durante la prima guerra d'indipendenza italiana e la Repubblica romana, nel 1853 scatenò con il fratello Cesare Lucatelli un'insurrezione a Roma, ma fu catturato e condannato a 20 anni di carcere.
Dal 1870 si dedicò all'arte del mosaico.

## Scritti
- Carità di Patria. Ai fratelli dimenticati. Ricordo (con Leopoldo Micucci), Roma, Stamperia Reale D. Ripamonti, 1889.